# ハレルヤ (ファッションモデル)
ハレルヤ（Hallelujah、今野 晴也、1983年4月6日 - ）は、日本の男性ファッションモデルである。所属事務所はビーナチュラル。

## 人物
北海道生まれ、静岡県育ち。父はイスラエル人、母は日本人のハーフ。高校時代は静岡県立下田南高等学校 バレーボール部に所属し、全国大会に出場。全日本代表のゴッツ(石島雄介)とも合宿を共にし、試合経験もある。高校時代より自主映画を作り始め、「しょっぱいクリスマス」、「甘酸っぱいみかん」、「捨て猫96'」など自主制作する。東京ビジュアルアーツ映画学科卒業。映像クリエイティブチーム黒猫ピクチャーズ所属。尊敬する人物にラモス瑠偉・桑田佳祐・甲本ヒロト・北野武。

## 略歴
- 2001年よりモデルをはじめ、ファッションショーやファッション雑誌・テレビCMなどで活躍。
- 2010年Mister World初の日本代表に選ばれる。
- 2017年現在、中国のグローバル企業名創優品(メイソウ)のモデルを務めている。

## 主な出演

### CM
- ASAHI「WONDA」 （2008年）
- 二子玉川RISE  （2008年）
- SEGA「Let's tap」 （2008年）
- 奇華嫁喜禮餅 （2009年/香港）
- SONY「Cyber-shot WX1 TX1」 （2009年/台湾）
- 花王「8×4 MEN」 （2010年）

### PV
- 戀愛妄想/胡杏兒 (2009年)

## 自主制作作品

### 自主制作映画
- しょっぱいクリスマス (2000年)
- 甘酸っぱいみかん (2004年)
- 捨て猫96' (2009年)

### 映画
- 商店街な人　初主演　神島実役（2011年、 東京都大田区地域力応援基金助成事業、高橋和勧監督・企画・プロデューサー・脚本）

### PV
- ウソツキ/REAL' (2009年)